# Clauder Mühle

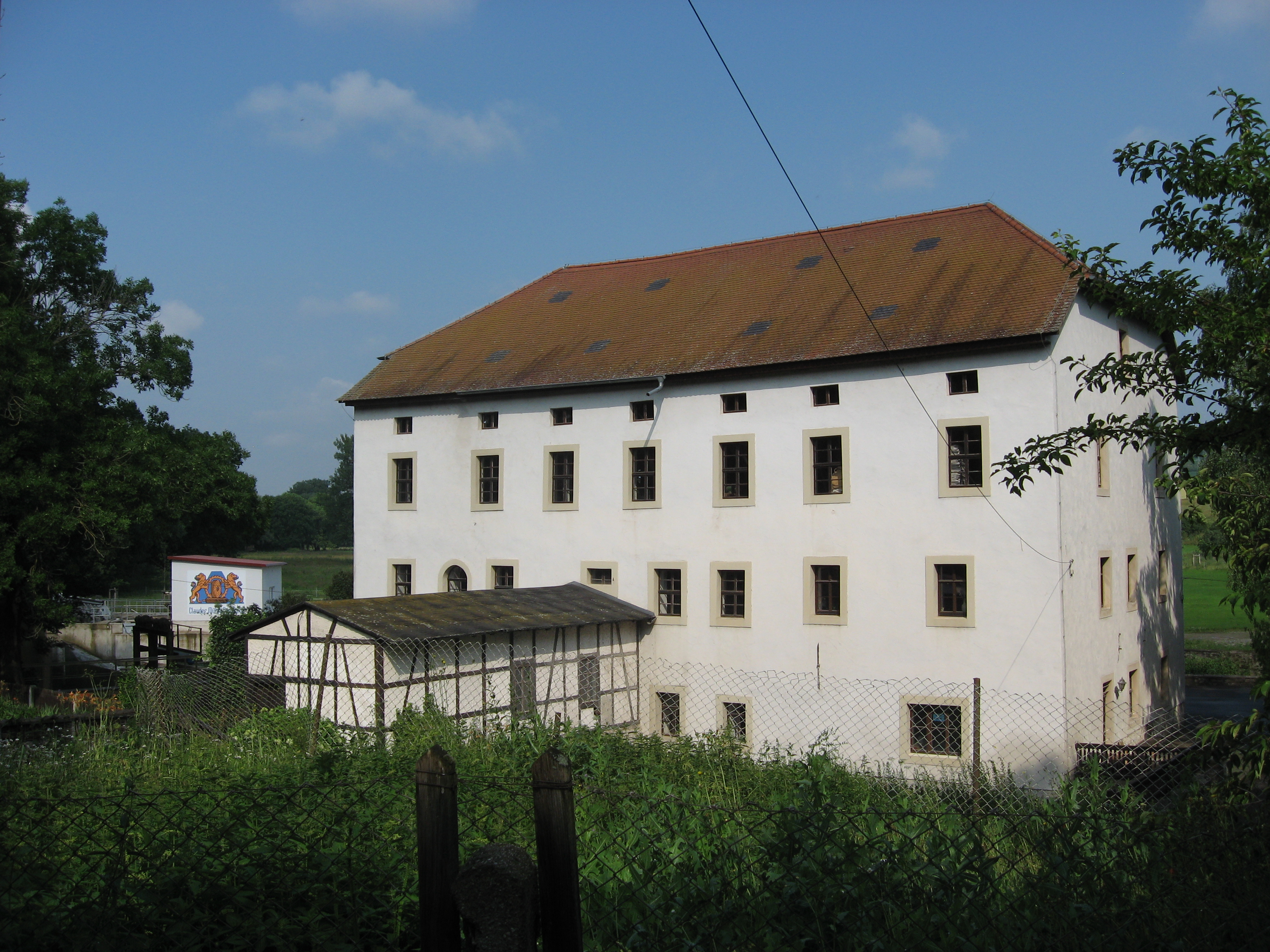
Clauder Mühle in Denstedt

Die Clauder Mühle in Denstedt, Karl-Marx-Straße 2 ist eine Wassermühle an der Ilm vor den Toren Weimars gelegen.
Die Mühle wurde am 20. Mai 1170 zusammen mit dem Straßendorf Denstedt in einer Urkunde erstmals erwähnt. Im Jahre 1613 in der Thüringer Sintflut wurde die Mühle stark beschädigt. Der gesamte Getreide- und Baumbestand wie auch das Großvieh gingen in den Fluten unter.
Der heute sichtbare Bau wurde 1751 vollendet. Eine Urkunde aus dem Jahre 1782 hat den Sichtvermerk von Herzog Carl August und Johann Wolfgang von Goethe. Es handelt sich dabei um eine Eingabe des damaligen Besitzers der Mühle, des Oberforstmeisters Johann Friedrich Carl Albert Freiherr von Lyncker und Lützenwick (1773–1844) wegen zu hoher Steuerbelastung.
Die Mühle hat ihren Namen von einem ihrer Eigentümer: Dr. Rudolf Clauder, der 1935 diese erwarb. Die Getreidemühle ist noch heute in Betrieb. Nahe der Mühle befindet sich auch ein Wehr. Die Mühle wurde laufend modernisiert und beherbergt seit 2022 ein kleines Ausflugskaffee. Die Familie Clauder führt den Betrieb bereits in der dritten Generation.
Die Clauder Mühle steht auf der Liste der Kulturdenkmale in Ilmtal-Weinstraße.